# ZSCAN1
ZSCAN1 (англ. Zinc finger and SCAN domain containing 1) – білок, який кодується однойменним геном, розташованим у людей на довгому плечі 19-ї хромосоми. Довжина поліпептидного ланцюга білка становить 408 амінокислот, а молекулярна маса — 45 286.
| 10         |  | 20         |  | 30         |  | 40         |  | 50         |
| ---------- |  | ---------- |  | ---------- |  | ---------- |  | ---------- |
| MLPRPKAPAS |  | PRRPQTPTPS |  | EQDADPGPAS |  | PRDTEAQRLR |  | FRQFQYHVAS |
| GPHLALGQLW |  | TLCRQWLRPE |  | ARSKEQMLEL |  | LVLEQFLGAL |  | PSKMRTWVQS |
| QGPRSCREAA |  | SLVEDLTQMC |  | QQEVLVSLDS |  | VEPQDWSFGE |  | EEDGKSPRSQ |
| KEPSQASELI |  | LDAVAAAPAL |  | PEESEWLETT |  | QLQQSLHTRA |  | EAEAPRAPGL |
| LGSRARLPLK |  | PSIWDEPEDL |  | LAGPSSDLRA |  | EGTVISSPKG |  | PSAQRISPRR |
| RNRNTDQSGR |  | HQPSLKHTKG |  | GTQEAVAGIS |  | VVPRGPRGGR |  | PFQCADCGMV |
| FTWVTHFIEH |  | QKTHREEGPF |  | PCPECGKVFL |  | HNSVLTEHGK |  | IHLLEPPRKK |
| APRSKGPRES |  | VPPRDGAQGP |  | VAPRSPKRPF |  | QCSVCGKAFP |  | WMVHLIDHQK |
| LHTAHGHM   |  |            |  |            |  |            |  |            |

A: Аланін

C: Цистеїн

D: Аспарагінова кислота

E: Глутамінова кислота

F: Фенілаланін

G: Гліцин

H: Гістидин

I: Ізолейцин

K: Лізин

L: Лейцин

M: Метіонін

N: Аспарагін

P: Пролін

Q: Глутамін

R: Аргінін

S: Серин

T: Треонін

V: Валін

W: Триптофан

Задіяний у таких біологічних процесах, як транскрипція, регуляція транскрипції, альтернативний сплайсинг. 
Білок має сайт для зв'язування з іонами металів, іоном цинку, ДНК. 
Локалізований у ядрі.